# Sjednocený tým na Letních olympijských hrách 1992
Sjednocený tým na Letních olympijských hrách 1992 ve španělské Barceloně reprezentovala výprava 475 sportovců. Tým tvořilo 310 mužů a 165 žen, kteří soutěžili ve 27 sportovních disciplínách.

## Medailisté
| Medaile | Jméno | Sport                | Disciplína                             |
| ------- | --- | -------------------- | -------------------------------------- |
| Zlato   | Vitalij Ščerbo | Sportovní gymnastika | Muži víceboj – jednotlivci             |
| Zlato   | Vitalij Ščerbo Hryhorij Misutin Valerij Beleňkij Ihor Korobčynskyj Alexej Voropajev Rustam Šaripov | Sportovní gymnastika | Družstvo mužů                          |
| Zlato   | Vitalij Ščerbo | Sportovní gymnastika | Muži přeskok                           |
| Zlato   | Vitalij Ščerbo | Sportovní gymnastika | Muži kruhy                             |
| Zlato   | Vitalij Ščerbo | Sportovní gymnastika | Muži bradla                            |
| Zlato   | Vitalij Ščerbo | Sportovní gymnastika | Muži kůň našíř                         |
| Zlato   | Taťjana Gucuová | Sportovní gymnastika | Ženy víceboj – jednotlivci             |
| Zlato   | Taťjana Gucuová Světlana Boginská Taťjana Lysenková Róża Galijewa Jelena Grudniewa Oksana Čusovitinová | Sportovní gymnastika | Družstvo žen                           |
| Zlato   | Taťjana Lysenková | Sportovní gymnastika | Ženy kladina                           |
| Zlato   | Olexandra Tymošenková | Moderní gymnastika   | Ženy víceboj jednotlivkyň              |
| Zlato   | Davit Chachaleišvili | Judo                 | Muži nad 95 kg                         |
| Zlato   | Nazim Husejnov | Judo                 | Muži do 60 kg                          |
| Zlato   | Dmitrij Dovgaljonok Alexandr Masejkov | Kanoistika           | Muži C-2 500 m                         |
| Zlato   | Jelena Żirko Jelena Baranowa Irina Guerlic Jelena Tornikidou Jelena Szwajbowicz Marina Tkaczenko Irina Minch Jelena Kudaszowa Irina Sumnikowa Elen Bounatiants Natalia Zasulskaja Swietłana Zabołujewa                                  | Basketbal            | Turnaj žen                             |
| Zlato   | Jelena Romanovová | Atletika             | Ženy běh na 3000 m                     |
| Zlato   | Valentina Jegorovová | Atletika             | Ženy maratonský běh                    |
| Zlato   | Jelena Ruzina Ludmiła Dżygałowa Olga Nazarovová Olga Bryzginová Lilija Nurutdinovová Marina Šmoninová | Atletika             | Ženy štafeta 4 × 400 m                 |
| Zlato   | Světlana Kriveljovová | Atletika             | Ženy vrh koulí                         |
| Zlato   | Andrej Perlov | Atletika             | Muži chůze na 50 km                    |
| Zlato   | Maxim Tarasov | Atletika             | Muži skok o tyči                       |
| Zlato   | Andrej Abduvalijev | Atletika             | Muži hod kladivem                      |
| Zlato   | Andrej Lavrov Igor Wassiliew Jurij Gawriłow Andriej Barbacziński Sergiej Bebeczko Walerij Gopin Wassilij Kudinow Talant Dujšebajev Michaił Jakimowicz Oleg Grebniew Oleg Kisseliew Igor Czumak                                          | Házená               | Turnaj mužů                            |
| Zlato   | Alexandr Popov | Plavání              | Muži 50 m volný způsob                 |
| Zlato   | Alexandr Popov | Plavání              | Muži 100 m volný způsob                |
| Zlato   | Jevgenij Sadovyj | Plavání              | Muži 200 m volný způsob                |
| Zlato   | Jevgenij Sadovyj | Plavání              | Muži 400 m volný způsob                |
| Zlato   | Dmitrij Łepikow Władimir Pyszczenko Wieniamin Tajanowicz Jevgenij Sadovyj | Plavání              | Muži štafeta 4 × 200 m volný způsob    |
| Zlato   | Jelena Rudkowskaja | Plavání              | Ženy 100 m prsa                        |
| Zlato   | Israil Militosjan | Vzpírání             | Muži do 67,5 kg                        |
| Zlato   | Tudor Casapu | Vzpírání             | Muži do 75 kg                          |
| Zlato   | Akakios Kakiasvilis | Vzpírání             | Muži do 90 kg                          |
| Zlato   | Wiktor Triegubow | Vzpírání             | Muži do 100 kg                         |
| Zlato   | Aleksandr Kurłowicz | Vzpírání             | Muži nad 110 kg                        |
| Zlato   | Marina Logvinenko | Sportovní střelba    | Ženy 10 m vzduchová pistole            |
| Zlato   | Marina Logvinenko | Sportovní střelba    | Ženy 25 m sportovní pistole            |
| Zlato   | Jurij Fiedkin | Sportovní střelba    | Muži 10 m vzduchová puška              |
| Zlato   | Kanstantsin Lukashyk | Sportovní střelba    | Muži 50 m libovolná pistole            |
| Zlato   | Hrachya Petikyan | Sportovní střelba    | Muži 50 m libovolná malorážka 3×40 ran |
| Zlato   | Grigorij Kirijenko Aleksandr Shirshov Gieorgij Pogosow Vadym Huttsait Stanislav Pozdňakov | Šerm                 | Družstvo mužů šavle                    |
| Zlato   | Arsen Fadzajev | Zápas                | muži, volný styl do 68 kg              |
| Zlato   | Macharbek Chadarcev | Zápas                | muži, volný styl do 90 kg              |
| Zlato   | Leri Chabelovi | Zápas                | muži, volný styl do 100 kg             |
| Zlato   | Oleh Kučerenko | Zápas                | muži, řecko-římský do 48 kg            |
| Zlato   | Mnacakan Iskandarjan | Zápas                | muži, řecko-římský do 74 kg            |
| Zlato   | Alexandr Karelin | Zápas                | muži, řecko-římský do 130 kg           |
| Stříbro | Rostysław Zaułycznyj | Box                  | Muži do 81 kg                          |
| Stříbro | Grigory Misutin | Sportovní gymnastika | Muži víceboj – jednotlivci             |
| Stříbro | Grigory Misutin | Sportovní gymnastika | Muži prostná                           |
| Stříbro | Grigory Misutin | Sportovní gymnastika | Muži přeskok                           |
| Stříbro | Grigory Misutin | Sportovní gymnastika | Muži hrazda                            |
| Stříbro | Taťjana Gucuová | Sportovní gymnastika | Ženy bradla                            |
| Stříbro | Michał Śliwiński | Kanoistika           | Muži C-1 500 m                         |
| Stříbro | Olga Bryzginová | Atletika             | Ženy běh na 400 m                      |
| Stříbro | Lilija Nurutdinovová | Atletika             | Ženy běh na 800 m                      |
| Stříbro | Ljudmila Rogačovová | Atletika             | Ženy běh na 1500 m                     |
| Stříbro | Tetjana Samolenková | Atletika             | Ženy běh na 3000 m                     |
| Stříbro | Olga Bogosłowska Galina Malczugina Marina Trandienkowa Irina Privalovová | Atletika             | Ženy štafeta 4 × 100 m                 |
| Stříbro | Jelena Nikolajevová | Atletika             | Ženy chůze na 10 km                    |
| Stříbro | Inessa Kravecová | Atletika             | Ženy skok daleký                       |
| Stříbro | Natalja Šikolenková | Atletika             | Ženy hod oštěpem                       |
| Stříbro | Irina Bělovová | Atletika             | Ženy sedmiboj                          |
| Stříbro | Igor Tranděnkov | Atletika             | Muži skok o tyči                       |
| Stříbro | Igor Astapkovič | Atletika             | Muži hod kladivem                      |
| Stříbro | Eduard Zenowka Anatolij Starostin Dmitri Swatkowskij | Moderní pětiboj      | Družstvo mužů                          |
| Stříbro | Vladimir Selkov | Plavání              | Muži 200 m znak                        |
| Stříbro | Pawieł Cznijkin Giennadij Prigoda Jurij Baszkatow Alexandr Popov | Plavání              | Muži štafeta 4 × 100 m volný způsob    |
| Stříbro | Vladimir Selkov Wassilij Iwanow Pawieł Cznijkin Alexandr Popov | Plavání              | Muži štafeta 4 × 100 m polohový závod  |
| Stříbro | Siergiej Syrcow | Vzpírání             | Muži do 90 kg                          |
| Stříbro | Tymur Tajmazov | Vzpírání             | Muži do 100 kg                         |
| Stříbro | Artur Akojew | Vzpírání             | Muži do 110 kg                         |
| Stříbro | Leonid Taranienko | Vzpírání             | Muži nad 110 kg                        |
| Stříbro | Jewgenjia Artamonowa-Estes Jelena Batuchtina-Tiurina Swietłana Korytowa Natalia Morozowa Marina Nikulina Walentina Ogijenko Irina Smirnowa-Ilczenko Jelena OWczinnikowa-Čebukina                                                        | Volejbal             | Turnaj žen                             |
| Stříbro | Irina Laszko | Skoky do vody        | Ženy prkno 3 m                         |
| Stříbro | Jelena Miroszina | Skoky do vody        | Ženy věž 10 m                          |
| Stříbro | Sergei Pyzhianov | Sportovní střelba    | Muži 10 m vzduchová pistole            |
| Stříbro | Anatoli Asrabayev | Sportovní střelba    | Muži 10 m průběžný cíl                 |
| Stříbro | Serhij Holubyckyj | Šerm                 | Muži fleret                            |
| Stříbro | Pavel Kolobkov | Šerm                 | Muži kord                              |
| Stříbro | Sergei Smal | Zápas                | muži, volný styl do 57 kg              |
| Stříbro | Elmad Džabrajilov | Zápas                | muži, volný styl do 82 kg              |
| Stříbro | Alfred Ter-Mkrtčjan | Zápas                | muži, řecko-římský do 52 kg            |
| Stříbro | Sergej Martynov | Zápas                | muži, řecko-římský do 62 kg            |
| Stříbro | Islam Dugučijev | Zápas                | muži, řecko-římský do 68 kg            |
| Bronz   | Ramaz Paliani | Box                  | Muži do 57 kg                          |
| Bronz   | Valery Belenky | Sportovní gymnastika | Muži víceboj – jednotlivci             |
| Bronz   | Igor Korobchinsky | Sportovní gymnastika | Muži bradla                            |
| Bronz   | Taťjana Gucuová | Sportovní gymnastika | Ženy prostná                           |
| Bronz   | Taťjana Lysenková | Sportovní gymnastika | Ženy přeskok                           |
| Bronz   | Oksana Skaldina | Moderní gymnastika   | Ženy víceboj jednotlivkyň              |
| Bronz   | Jelena Petrovová | Judo                 | Ženy do 61 kg                          |
| Bronz   | Dmitrij Sergejev | Judo                 | Muži do 95 kg                          |
| Bronz   | Irina Privalovová | Atletika             | Ženy běh na 100 m                      |
| Bronz   | Vjačeslav Lycho | Atletika             | Muži vrh koulí                         |
| Bronz   | Igor Nikulin | Atletika             | Muži hod kladivem                      |
| Bronz   | Natalia Valeeva | Lukostřelba          | Ženy jednotlivci                       |
| Bronz   | Ludmiła Arjżannikowa Chatuna Kuriwiszwili Natalia Valeeva | Lukostřelba          | Družstvo žen                           |
| Bronz   | Eduard Zenowka | Moderní pětiboj      | Muži jednotlivci                       |
| Bronz   | Natalija Anisimowa Maryna Bazanowa Swietłana Bogdanowa Galina Borzenkowa Tatjana Dżandżgawa Tetjana Horb Ljudmiła Gudz Jelina Gusewa Larysa Kiseljowa Natalja Morskowa Galina Onoprienko Swietłana Prjachina                            | Házená               | Turnaj žen                             |
| Bronz   | Dmitrj Apanasenko Andriej Bielofastow Jewgienij Szaronow Dmitrij Gorszkow Władimir Karabutow Aleksandr Kolotow Andrij Kowalenko Nikołaj Kozłlow Sergiej Marcoci Sergiej Naumow Aleksandr Ogorodnikow Alexander Tczigir Aleksiejy WdoWin | Vodní pólo           | Turnaj mužů                            |
| Bronz   | Nina Żywaniewska Olga Kiriczenko Natalia Meschtscherjakowa Jelena Rudkowskaja | Plavání              | Ženy štafeta 4 × 100 m polohový závod  |
| Bronz   | Dmitrij Sautin | Skoky do vody        | Muži věž 10 m                          |
| Bronz   | Vladimir Vokhmyanin | Sportovní střelba    | Muži 25 metrů rychlopalná pistole      |
| Bronz   | Pawieł Kołobkow Andriej Szuwałow Siergiej Krawczuk Siergiej Kostariew Walerij Zacharewicz | Šerm                 | Družstvo mužů                          |
| Bronz   | Taťjana Sadovská | Šerm                 | Ženy fleret                            |
| Bronz   | Andrej Čerkasov | Tenis                | Muži dvouhra                           |
| Bronz   | Leila Meschiová Nataša Zverevová | Tenis                | Ženy čtyřhra                           |
| Bronz   | Antonina Zelikovičová Taťjana Ustijužaninová Jekatěrina Karstenová Jelena Chlopcevová | Veslování            | Ženy párová čtyřka                     |
| Bronz   | Vugar Orudžov | Zápas                | muži, volný styl do 48 kg              |
| Bronz   | Davit Gobedžišvili | Zápas                | muži, volný styl do 130 kg             |
| Bronz   | Daulet Turlychanov | Zápas                | muži, řecko-římský do 82 kg            |
| Bronz   | Gogi Koguašvili | Zápas                | muži, řecko-římský do 90 kg            |
| Bronz   | Sergej Děmjaškevič | Zápas                | muži, řecko-římský do 100 kg           |